# Celastrina camenae
Celastrina camenae är en fjärilsart som beskrevs av De Nicéville 1895. Celastrina camenae ingår i släktet Celastrina och familjen juvelvingar. Inga underarter finns listade i Catalogue of Life.